# ویلروا، کبک
ویلروا (به فرانسوی: Villeroy) شهری در منطقه شهری لرابل ناحیه سانتر-دو-کبک در استان کبک کانادا است. در سرشماری سال ۲۰۱۱ این شهر ۵۱۱ نفر جمعیت داشته‌است و مساحت آن ۱۰۰٫۴۱ کیلومتر مربع است.